# Нобелівський концерт
Нобелівський концерт — одна з трьох складових нобелівського тижня нарівні з врученням премій та нобелівським бенкетом. Вважається однією з головних музичних подій року в Європі та головною музичною подією року скандинавських країн. У ньому беруть участь найвидатніші класичні музиканти сучасності.
Підготовка до цього заходу починається за кілька місяців.
Час проведення всіх урочистостей — перша половина грудня. Всі урочистості проводяться в Стокгольмі, (крім вручення премії миру).